# 이그나시오 라미레스
후안 이그나시오 파울리노 라미레스 칼사다(스페인어: Juan Ignacio Paulino Ramírez Calzada, 1818년 6월 22일~1879년 6월 21일)는 멕시코의 정치인, 저술가, 변호사이다. 아버지는 뛰어난 연방주의자였다. 그는 자신의 저서에서  엘 니그로만테(스페인어: El Nigromante)이라는 필명을 사용했다.

## 출생 및 교육
이그나시오 라미레스는 1818년 6월 22일 산미겔데아옌데에서 태어났다. 아버지는 호세 리노 라미레스(José Lino Ramírez), 어머니는 아나 마리아 과달루페 시노로사 칼사다 라미레스(Ana María Guadalupe Sinforosa Calzada Ramírez)이다. 아버지의 고향인 케레타로에서 연구를 시작했으며 1835년 멕시코시티의 산 그레고리오 대학교으로 옮겼다. 1841년 연구를 시작하여 1845년 멕시코 교황청 대학교에서 법학 학위를 받았다.
"이그나시오 라미레스는 뛰어난 자유당— 자유당원의 장례식에서 발표한 좋은 시 (문학)에서 후스토 시에라가 말했듯이 과거의 숭고한 파괴자이자 혁명의 일꾼이었습니다." - 이그나시오 마누엘 알타미라노 -